# Intel GMA

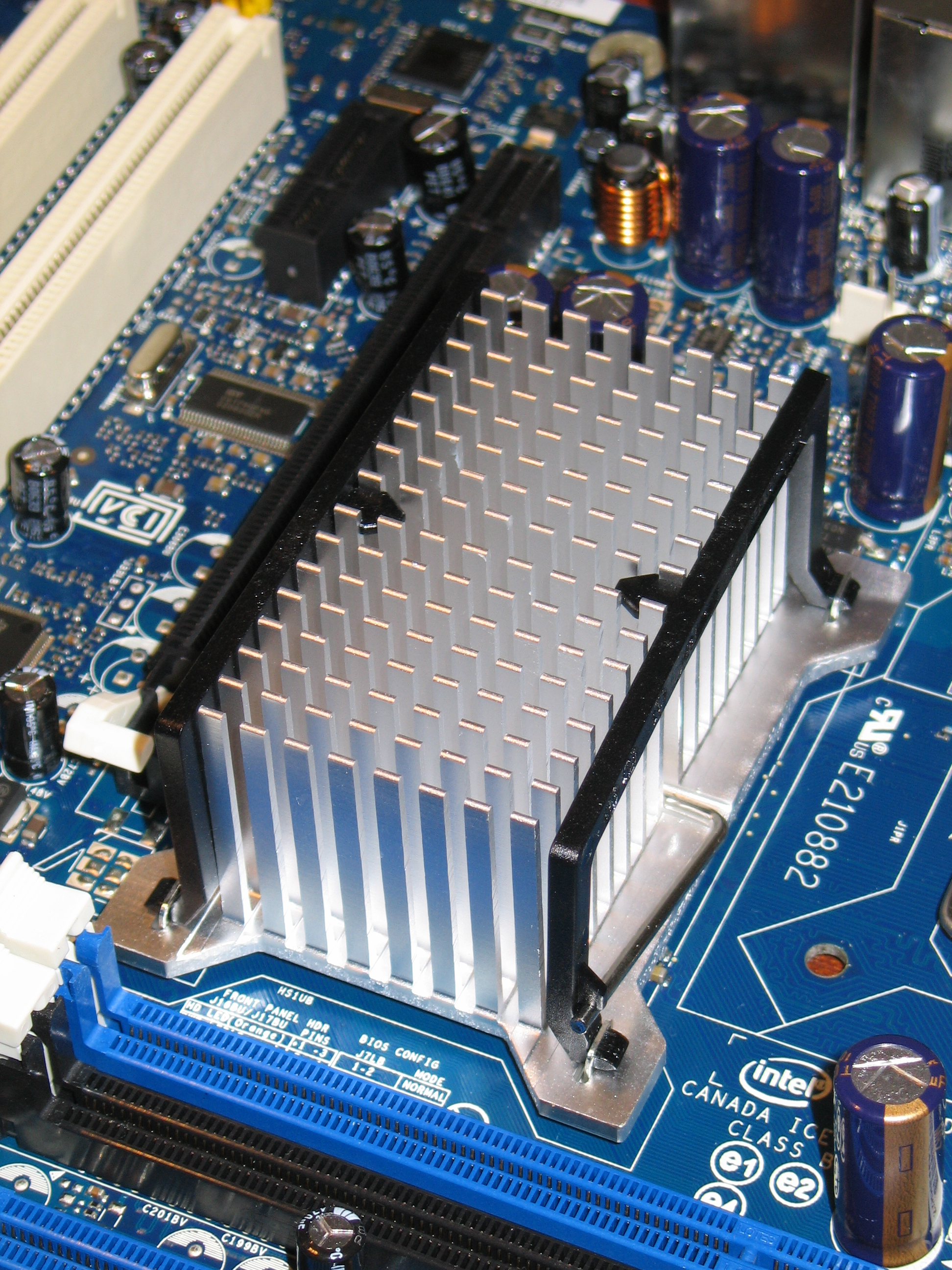
GMA X3000

Intel Graphics Media Accelerator bądź GMA – nierozwijana już linia procesorów kart graficznych (GPU) firmy Intel, wbudowanych w różne układy płyt głównych.
Zintegrowana grafika umożliwia stworzenie komputera bez osobnej karty graficznej, co przyczynia się do znacznego obniżenia kosztów oraz zużycia prądu. Rozwiązania tego typu są często wykorzystywane w laptopach, a także małych i średnich komputerach domowych. Są one jednak zależne od pamięci komputera, której używają do przechowywania danych, co znów obniża wydajność, ponieważ zarówno procesor, jak i karta graficzna muszą mieć dostęp do pamięci poprzez tę samą szynę.
GMA są znane z posiadania sterowników obsługujących OpenGL ze sprzętowym przyśpieszeniem grafiki 3D dla systemu okien X11 będących otwartym oprogramowaniem.
Następcą GMA są układy Intel HD Graphics zintegrowane z procesorem, wprowadzone jako pierwsze w jednostkach przeznaczonych na socket LGA 1156.